# Jean Petitclerc
Pour les articles homonymes, voir Petitclerc.
Jean Petitclerc est un acteur québécois né le 12 juillet 1960.

## Filmographie
- 1986 : Des dames de cœur (série télévisée) : Olivier Lamontagne
- 1993 : Ent'Cadieux (série télévisée) : Yvan Lapointe
- 1996 : Virginie (série télévisée) : Michel Francœur
- 1996 : Jamais deux sans toi ("Jamais deux sans toi...t") (série télévisée) : Francis Lafleur
- 1997 : Cabaret Neiges Noires : Mario
- 1998 : Les Boys 2 : Voisin de Jean-Charles
- 2000 : La Bouteille : Voisin
- 2002 : Music Hall (série télévisée) : Louis Dumas
- 2005 : Au nom de la loi (série télévisée) : Daniel Bernier
- 2005 : Les Boys 4: Christopher
- 2010 : Musée Éden (série télévisée) : Simon Tremblay
- 2011 : 19-2 (série télévisée) : Commandant Marcel Gendron
- 2013 : Mémoires vives (série télévisée) : Alex Théberge
- 2017 : L'Heure bleue (série télévisée) : Normand Veilleux